# Petro Sjelest
Petro Joechymovytsj Sjelest (Oekraïens: Петро Юхимович Шелест) (Andrijivka, 14 februari 1908 - Moskou, 25 januari 1996) was een Oekraïens politicus.
Sjelest werd geboren in het dorp Andrijivka in de oblast Charkov. Na een loopbaan in de defensieindustrie maakte hij carrière binnen het apparaat van de Communistische Partij van de Sovjet-Unie. In 1963 werd hij eerste secretaris van de Communistische Partij van Oekraïne, de Oekraïense afdeling van die partij, en daarmee eerste man van de republiek. In 1966 werd hij tevens lid van het politbureau van de CPSU.
Sjelest was een doctrinair marxist-leninist, die de protectie genoot van zowel Nikita Chroesjtsjov als Nikolaj Podgorny. Hij was een typische vertegenwoordiger van de door Chroesjtsjov ingezette "dooi". Als leider van de Oekraïense partij voerde hij een beleid dat sterk was gericht op de eigen, Oekraïense belangen: hij sprak van de "schoonheid van de Oekraïense taal", zette zich in voor de oekraïnisatie van onderwijs en cultuur, en stond een zekere mate van lokale en economische autonomie toe. Tot op zekere hoogte tolereerde hij de dissidentenbeweging. In 1970 publiceerde hij een boek, Oekrajino Nasja Radjanska ("Onze Sovjet-Oekraïne"), waarin hij vol lof sprak over Oekraïnes glorieuze Kozakkenverleden en cultuur.
Dit bracht hem in conflict met Leonid Brezjnev, die in 1964 de macht had overgenomen van Chroesjtsjov. Sjelests politiek werd nu bestempeld als "schadelijk voor de belangen van de Sovjet-Unie". In 1972 werden de Oekraïense "nationale afwijkingen" publiekelijk aangevallen vanuit Moskou. Sjelest kreeg de schuld van vele mislukkingen van de Oekraïense partij en zijn boek werd veroordeeld op grond van ideologische en feitelijke "onjuistheden", zoals "nationalisme", "verheerlijking van het verleden" en "economisch autarkisme". In mei van dat jaar werd Sjelest afgezet en vervangen door een van zijn tegenstanders, Volodymyr Sjtsjerbytsky, die een verklaard tegenstander van Oekraïens nationalisme was en juist de vorming voorstond van één Sovjet-natie. Deze machtsovername werd gevolgd door een golf van arrestaties van Oekraïense dissidenten en een hervatting van de russificatiepolitiek.
Na zijn val in 1972 werd Sjelest overgeplaatst naar Moskou, waar hij elf maanden lang de symbolische functie vervulde van vicepremier van de Sovjet-Unie. In 1973 werd hij uit het politbureau gezet. Daarna werd hij directeur van een wapenfabriek in de buurt van Moskou, waar hij tot aan zijn pensionering werkzaam bleef.
Sjelest ligt begraven op de Bajkove-begraafplaats.
- Gemeinsame Normdatei: 122080572
- International Standard Name Identifier: 0000 0001 0939 127X
- Library of Congress Control Number: n87866108
- Nationale Bibliotheek van Tsjechië: js2011666159
- Système universitaire de documentation: 191197653
- Virtual International Authority File: 118204480
- WorldCat: E39PBJjmM4dXwf3dgKqrGHxYyd